# Оман високий
Оман високий, оман правдивий, оман справедний (Inula helenium L.) — багаторічна рослина роду оман родини айстрові (Asteraceae). Місцеві назви — дивосил, дев'ятисил, ґалаґан тощо.

## Будова

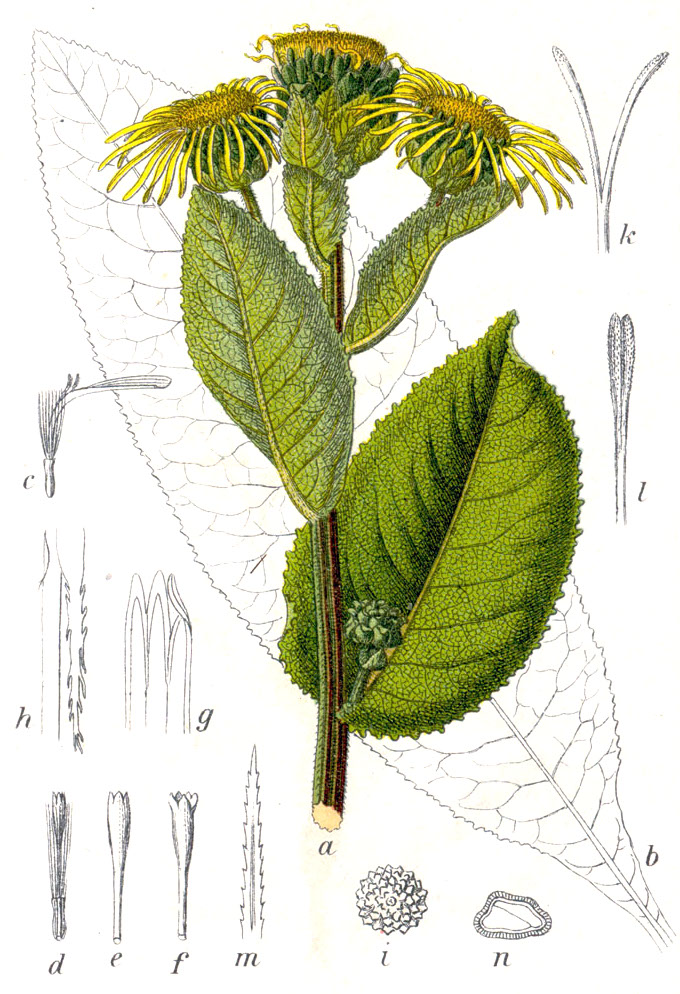
Ілюстрація оману високого з книги «Deutschlands Flora in Abbildungen» (1796)

Багаторічна трав'яниста рослина родини складноцвітих (1—2,5 м заввишки), з товстим м'ясистим кореневищем. Стебло прямостояче, борозенчасте, коротко-гіллясте, запушене шорсткими волосками. Листки чергові, великі (до 50 см завдовжки, до 18—25 завширшки), зверху голі, зісподу сіруватоповстисті, нерівномірно зубчасто-пилчасті, нижні — черешкові, довгасто-еліптичні, стеблові — дрібніші, яйцеподібні, загострені, з серцеподібною стеблообгортною основою. Кошики великі (б—8 см у діаметрі), нечисленні, на товстих квітконосах. Обгортка напівкуляста, багаторядна, із зелених ланцетних листочків. Квітколоже голе, плоске або трохи випукле. Всі квітки жовті, плідні, п'ятичленні, крайові — язичкові, маточкові вдвічі довші за обгортку, серединні — трубчасті, двостатеві. Тичинок — п'ять, маточка одна, з одним стовпчиком з дволопатевою приймочкою і нижньою зав'яззю. Плід — лінійно-довгасто чотиригранна
сім'янка з чубком однорядних бруднувато-білих зазубрених волосків, у 2 рази довших за сім'янку.
Оман високий росте по берегах рік, на лісових луках, серед чагарників. Тіньовитривала рослина. Цвіте у червні — липні. Оман високий трапляється майже по всій Україні, частіше в Лісостепу. Райони заготівель Вінницька, Хмельницька, Одеська, Тернопільська і Чернівецька області. Запаси сировини значні.

## Поширення
Природний ареал: південна Європа (Італія, Албанія, Боснія й Герцеговина, Хорватія, Македонія, Чорногорія, Греція, Сербія, Болгарія, Україна, пд.-зх. Росія), західна й середня Азія (Вірменія, Азербайджан, Грузія, Казахстан, Киргизстан, Таджикистан, Узбекистан, Іран, Ірак, Туреччина, Сіньцзян — Китай). Це широко інтродукована та культивована рослина в Європі, США, півдні Канади, Китаї, західному Сибіру, Новій Зеландії.

## Практичне використання

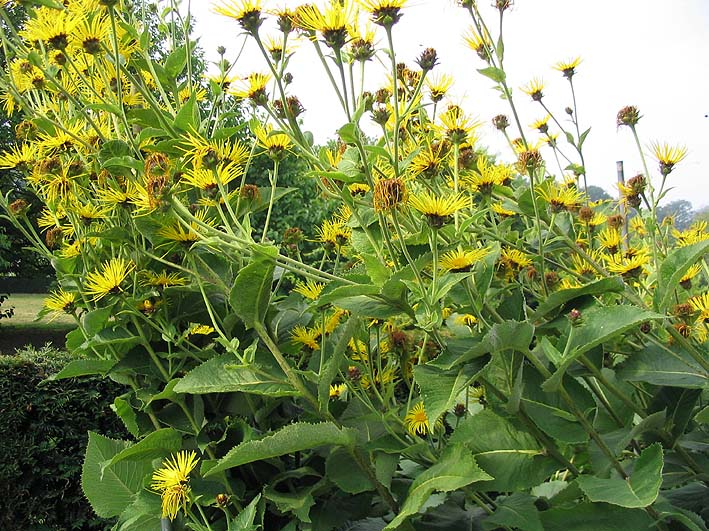

Лікарська, ефіроолійна, харчова, медоносна, фарбувальна, декоративна рослина.
У науковій медицині використовують кореневища оману — Radix Inulae як відхаркувальний засіб при хворобах дихальних шляхів. Також як сечо-, жовчо-, глистогінний і жовчотворний засіб. У коренях і кореневищах оману міститься ефірна олія (до 3 %), інуліни (до 44 %), сліди алкалоїдів, сапоніни, слиз.
У народній медицині оман — одна з найпопулярніших лікарських рослин з універсальною дією. Корені вважаються найкращим засобом при лікуванні гастритів, виразок і туберкульозу легень. Застосовують при астмі, простуді, зниженій кислотності шлункового соку, діабеті, золотусі, жовтяниці, водянці, хворобах серця, гіпертонії, маткових болях, при виснаженні.
У ветеринарії відвар оману використовують як кровоспинний, відхаркувальний, глистогінний засіб при лікуванні коней, овець, свиней і собак, а також як апетитний засіб при порушенні травлення. Міцним відваром лікують хвороби шкіри у тварин.
Ефірна олія, що міститься в стеблах, листках і кореневищах, має антисептичні, протизапальні і протиглистні властивості, а також фітонцидну дію.
Завдяки наявності інуліну корінь оману служить цінною сировиною для консервної і кондитерської промисловості, а також використовується для ароматизації напоїв. Всі види оману — посередні літні медоноси.
З кореневищ оману високого можна добувати синю фарбу, особливо яскраву, якщо до неї додати поташ і сік з ягід чорниці, яка придатна для фарбування шерсті.
Оман високий має садові форми. Він придатний для оформлення узлісь, струмків, берегів водойм у парках і лісопарках, а також для насаджень на вогких місцях уздовж залізниць і шосейних доріг.
Оман британський і верболистий за своїми лікувальними властивостями поступається перед оманом високим і використовується тільки в народній медицині.
Як смакова та ароматична добавка оман використовується в броварстві.

## Збирання, переробка та зберігання
Заготовляють кореневища з коренями восени або рано навесні. Викопують їх лопатами, струшують землю, відрізують надземні частини і швидко миють у холодній воді. Сушать на горищах, під залізним дахом, у печах чи сушарках при температурі не вище 40°, попередньо пров'ялюють протягом двох-трьох днів. Суху сировину пакують у тюки вагою по 100 кг і зберігають у сухих добре провітрюваних приміщеннях протягом двох років.

## Близькі види
- Оман верболистий (I. salicina L.) має голе, невисоке стебло, трохи шкірясті ланцетні листки, дрібніші, ніж у попереднього виду, кошики (2,5—4 см у діаметрі). Росте у мішаних і листяних лісах, на галявинах, світлолюбна рослина. Поширений по всій Україні.
- Оман лучний (I. britannica L.) має шерстисто-запушене, невисоке стебло і м'які довгасто-ланцетні або ланцетні листки. Росте по берегах водойм і ровів, на лісовик луках, у вологих місцях. Тіньовитривала рослина. Поширений по всій Україні.